# 더 문
《더 문》(영어: Moon)은 2009년에 공개된 영국과 미국의 SF 영화로, 덩컨 존스 감독의 데뷔작이다.

## 줄거리
대체 연료 헬륨-3을 채굴하는 달 기지 사랑 스테이션(Sarang Station)에서 고독한 단독 3년 근무를 마치고 드디어 집으로 돌아가 아내, 딸과 재회하게 된 우주 비행사 샘은 지구 귀환을 며칠 앞두고 자신의 복제로 보이는 인물과 마주친다. 샘은 회사에서 보낸 사람들이 달에 도착하기 전에 여기에 숨겨져있는 비밀을 파헤쳐야 한다.

## 출연
- 샘 록웰 - 샘 벨 역
- 도미닉 매켈리곳 - 테스 벨 역
- 카야 스코델라리오 - 이브 벨 역
  - 로지 쇼 - 어린 이브 역
- 베네딕트 웡 - 톰프슨 역
- 맷 베리 - 오버마이어스 역
- 맬컴 스튜어트 - 기술자 역
- 케빈 스페이시 - 인공지능 거티 목소리 역

## 기타 제작진
- 공동 제작: 마크 폴리노, 앨릭스 프랜시스, 스티브 밀니
- 라인 제작: 줄리아 밸런타인
- 협력 제작: 저스틴 랜치버리
- 배역: 맨웰 퓨로, 제러미 지머먼
- 미술: 토니 노블
- 의상: 제인 피트리

## 같이 보기
- 달 거주지
- 생존 영화